# Montevideo Cricket Club
Der Montevideo Cricket Club (MVCC)  ist ein uruguayischer Sportverein, der hauptsächlich für seine Rugby-Abteilung bekannt ist.

## Geschichte
Der Verein wurde am 18. Juli 1861 als Nachfolger des Victoria Cricket Clubs gegründet. Damit ist der ursprünglich für die Ausübung des Cricket Sports angedachte Verein laut des "Museum of Rugby Twickenham" der achtälteste Rugby-Verein der Welt. Zudem war er der erste Verein außerhalb Europas, in dem Rugby gespielt wurde. Gründungsort war das Grundstück in Montevideo, auf dem sich heute das Hospital Militar befindet. Das Anwesen, in dem sich der Sitz des Montevideo Cricket Club befand, trug den Namen "La Blanqueada" nach dem gleichnamigen Stadtviertel bzw. war in der englischen Gemeinschaft als "The English Ground" bekannt. Der erste Präsident war seinerzeit J. Pickering. Seinen somit ursprünglich in der Hauptstadt Montevideo befindlichen Sitz verlagerte der Verein mittlerweile nach mehrmaligen Standortwechseln 1996 ins einige Kilometer östlich gelegene Solymar.

## Rugby-Mannschaft
Die Mannschaft des Montevideo Cricket Club spielt in der Saison 2010/11 in der höchsten uruguayischen Spielklasse, der Primera División. Präsident des Clubs ist seit 2004 Alejandro Fynn Howard.

### Erfolge
- Uruguayischer Meister (3): 1951, 1953, 1956

## Weitere Sportarten im Verein
Neben der Rugbyabteilung beheimatet der Verein auch Abteilungen in den Sportarten Fußball, Hockey, Tennis sowie Spinning & Gym.

### Fußball-Abteilung
Der Fußballsparte des Vereins entstammte die Mannschaft die im Jahre 1881 das erste offizielle Fußballspiel auf uruguayischem Boden absolvierte. Gegner war seinerzeit der Montevideo Rowing Club.